# Buccinum percrassum
Buccinum percrassum is een slakkensoort uit de familie van de Buccinidae. De wetenschappelijke naam van de soort is voor het eerst geldig gepubliceerd in 1883 door Dall.